# Poul Smyrner
Poul Smyrner (* 17. Dezember 1899 als Paul Rohde Nielsen in Hurup; † 12. März 1978 in Aarhus) war ein dänischer Schauspieler.

## Leben
Poul Smyrner wuchs in der norddänischen Kleinstadt Hurup auf.
Nach seinem Schulabschluss absolvierte er von 1918 bis 1921 seine Schauspielausbildung an der Eleveskole des Königlichen Theaters Kopenhagen, wo er auch sein Bühnendebüt als Darsteller hatte und dort anschließend bis zum Jahr 1931 als festes Ensemblemitglied engagiert war. Als Bühnendarsteller wirkte er in zahlreichen Theaterstücken, Musicals, Operetten, Varieté-Shows und in Kabarett-Programmen mit, so unter anderem auch am Aarhus Teater, am Aalborg-Theater, am Nørrebro-Theater oder am Frederiksberg-Theater. Smyrner zählte zu den führenden Theaterschauspielern in ganz Dänemark. Er wirkte in seiner rund fünfeinhalb Jahrzehnte lang andauernden Karriere als Schauspieler vor der Kamera zwischen 1923 und 1968 in mehr als 20 Film-und-Fernsehproduktionen mit, darunter zu Beginn seiner Karriere noch in drei Stummfilmen. Im Jahr 1973 zog er sich aus dem Rampenlicht zurück.
Smyrner war ab dem 8. Mai 1934 mit der Opernsängerin Gerda Henriette Poulsen (1903–1991) verheiratet. Aus der Ehe ging eine Tochter hervor, die Schauspielerin Ann Smyrner. Er starb am 12. März 1978 im Alter von 78 Jahren in seinem langjährigen Wohnort Aarhus, wo er auch beigesetzt wurde.

## Filmografie (Auswahl)
- 1923: Das goldene Horn
- 1924: Hadda Padda
- 1932: Under den gamle Fane
- 1938: Alarm
- 1943: En Pige uden Lige
- 1957: Gloria
- 1959: Heimweh nach dem Silberwald
- 1960: Die Winslow-Affäre